# 沢本与一

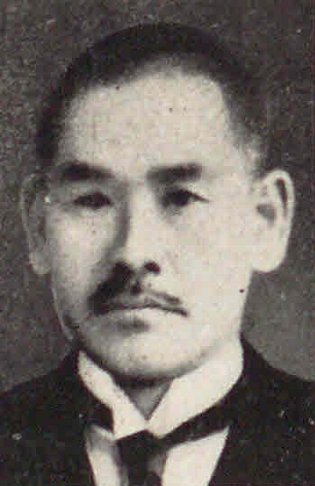
沢本与一

沢本 与一（さわもと よいち、1880年（明治13年）5月17日 - 1935年（昭和10年）1月16日）は、日本の衆議院議員（憲政会→立憲民政党）、ジャーナリスト。

## 経歴
山口県玖珂郡岩国町（現在の岩国市）出身。早稲田大学政治経済科を卒業し、新潟新聞や大阪新報の主筆を務めた。その後、久原鉱業株式会社で秘書役や北京事務所所長を務めた。
加藤高明内閣・第1次若槻内閣で江木翼司法大臣の秘書官を務め、1928年（昭和3年）の第16回衆議院議員総選挙で当選。その後、第17回・第18回の総選挙でも当選した。第2次若槻内閣では江木鉄道大臣の秘書官を、齋藤内閣では外務参与官を務めた。1933年（昭和8年）から翌年まで東京市助役。